# Escut de Vilanant
L'escut oficial del municipi de Vilanant (Alt Empordà) té el següent blasonament:
Escut caironat truncat, amb el primer de sinople i el segon d'or. Per timbre, una corona de marquès.

## Història
Fou creat el 1993 i aprovat per la Generalitat de Catalunya el 9 de juny d'aquell any.
Aquest escut combina elements procedents de les armes heràldiques dels antics senyors feudals de la població, els Palau i els Salbà, marquesos de Vilanant des de 1682. Dels primers incorpora els esmalts heràldics; dels segons, la corona que correspon a la dignitat de marquès.
Igualment, són armes parlants i fan referència a la possible etimologia del nom del poble, que, a partir del llatí, significaria "vila abundant": el sinople representaria els prats i els boscos i l'or, l'abundància de les collites i la terra fèrtil i assolellada.